# Thomas Bulfinch
Thomas Bulfinch (Newton, Massachusetts, 15 de julho de 1796 – Boston, 27 de maio de 1867) foi um  escritor estadunidense. Sua família era bastante educada (mas não rica) de mercadores. Seu pai era o famoso arquiteto Charles Bulfinch.

## Biografia
Formou-se em 1813 pela Harvard e lecionou na Boston Latim School. Desde cedo dedicou-se a estudar mitologia, vindo a se tornar em sua época uma das mais respeitadas autoridades em assuntos mitológicos. Mesmo hoje, decorrido tanto tempo, sua obra continua a ser referência para os estudiosos das diversas civilizações que surgiram e desapareceram no tempo, ou para aqueles que simplesmente apreciam os mitos. O objetivo de Bulfinch era eliminar a aura de mistério que costuma envolver a mitologia, escrevendo uma obra ao alcance do grande público, mesmo das pessoas que não tivessem conhecimentos básicos de história antiga. Também acreditava que, sem um conhecimento básico de mitologia, grande parte da literatura não seria compreendida nem apreciada.
Durante toda sua vida dedicou-se à literatura. Seu trabalho mais famoso é "História da Mitologia", de 1855. Esta obra veio a ser considerada a melhor introdução para o conhecimento dos clássicos de mitologia que estão entranhados em nossa literatura e cultura em geral. Escreveu também "A idade da Cavalaria" (1858) e "A Lenda do Rei Magno" (1862).